# Acacia leptostachya
Acacia leptostachya är en ärtväxtart som beskrevs av George Bentham. Acacia leptostachya ingår i släktet akacior, och familjen ärtväxter. Inga underarter finns listade i Catalogue of Life.